# Поліпшення повернення значення
Поліпшення повернення значення (англ. return value optimization, RVO) чи просто ППЗ — це техніка оптимізації, яку застосовує компілятор, що серед іншого виключає створення тимчасового об'єкта для збереження значення, що вертається з функції. В C++, вона особливо примітна тим, що дозволяє змінити поведінку отриманої програми.

## Підсумок
Загалом, стандарт С++ дозволяє компіляторам застосовувати будь-які оптимізації, допоки отриманий виконуваний файл поводиться так, наче всі вимоги стандарту було виконано. Цей підхід зазвичай згадується як правило "так наче" (англ. as-if rule). Термін поліпшення повернення значення звертається до пункту в ISO/IEC 14882, який дозволяє реалізації опустити копіювання, що відбувається через інструкцію повернення, навіть якщо конструктор копіювання має побічні ефекти,, хоча це й не дозволяється самим правилом так наче.
Наступний приклад показує хід дій, за якого реалізація може позбутись одного чи двох копіювань, навіть якщо конструктор копіювання має видимі побічні ефекти, приміром, роздрук тексту. Перше копіювання якого можна уникнути - копіювання створеного екземпляру класу C() у значення, що поверне функція f. Друге - копіювання тимчасового об'єкта повернутого функцією f у obj.
```
#include
 
<iostream>

struct
 
C
 
{

  
C
()
 
{}

  
C
(
const
 
C
&
)
 
{
 
std
::
cout
 
<<
 
"Відбулось копіювання.
\n
"
;
 
}

};

C
 
f
()
 
{

  
return
 
C
();

}

int
 
main
()
 
{

  
std
::
cout
 
<<
 
"Здоровенькі були!
\n
"
;

  
C
 
obj
 
=
 
f
();

}

```

Залежно від компілятора та його налаштувань, програма може вивести такий текст:
```
Здоровенькі були!
Відбулось копіювання.
Відбулось копіювання.
```

```
Здоровенькі були!
Відбулось копіювання.
```

```
Здоровенькі були!
```

## Пояснення
При повернені вбудованого типу з функції додаткових операцій зазвичай не виконується, оскільки об'єкт передається через регістр. Вертання більших об'єктів (екземпляру деякого класу) може вимагати копіювання з однієї місцини в пам'яті до іншої. Для цього у стековому кадрі створюється прихований об'єкт, адреса якого передається у функцію. Значення що повертається з функції копіюється в цей об'єкт за наданою адресою. Отже, для коду на кшталт:
```
struct
 
Data
 
{
 

  
char
 
bytes
[
16
];
 

};

Data
 
f
()
 
{

  
Data
 
result
 
=
 
{};

  
// утворення результату

  
return
 
result
;

}

int
 
main
()
 
{

  
Data
 
d
 
=
 
f
();

}

```

компілятор згенерує таке:
```
struct
 
Data
 
{
 

  
char
 
bytes
[
16
];
 

};

Data
 
*
 
f
(
Data
 
*
 
_hiddenAddress
)
 
{

  
Data
 
result
 
=
 
{};

  
// копіювання результату в прихований об'єкт

  
*
_hiddenAddress
 
=
 
result
;

  
return
 
_hiddenAddress
;

}

int
 
main
()
 
{

  
Data
 
_hidden
;
 
// створити прихований об'єкт

  
Data
 
d
 
=
 
*
f
(
&
_hidden
);
 
// копіювати результат в d

}

```

Як бачимо, двічі виконується копіювання об'єкта Data.
На ранніх стадіях розвитку C++, нездатність мови ефективно повернути об'єкт класу з функції вважалась одним з її недоліків. Близько 1991, Волтер Брайт винайшов спосіб зменшення кількості копіювань, використовуючи замість двох об'єктів (прихованого та локальної змінної функції f) один - у який зберігається результат:
```
struct
 
Data
 
{
 

  
char
 
bytes
[
16
];
 

};

void
 
f
(
Data
 
*
p
)
 
{

  
// записуємо результат одразу в *p

}

int
 
main
()
 
{

  
Data
 
d
;

  
f
(
&
d
);

}

```

Брайт реалізував своє поліпшення в компіляторі Zortech C++. Цей особливий спосіб був з часом названий «Поліпшення повернення іменованого значення» (англ. named return value optimization), вказуючи на той факт, що копіювання іменованого об'єкта скасоване.

## Підтримка компіляторами
Поліпшення повернення значення підтримується більшістю компіляторів.  Однак можливі умови, коли компілятор не може виконати поліпшення. Найпоширенішим є приклад, коли функція повертає різні значення в залежності від шляху виконання програми: 
```
#include
 
<string>

std
::
string
 
f
(
bool
 
cond
 
=
 
false
)
 
{

  
std
::
string
 
first
(
"first"
);

  
std
::
string
 
second
(
"second"
);

  
// функція може повернути один із двох іменованих об'єктів

  
// залежно від параметра. ППЗ не може бути застосоване

  
return
 
cond
 
?
 
first
 
:
 
second
;

}

int
 
main
()
 
{

  
std
::
string
 
result
 
=
 
f
();

}

```